# مراقب تصادفی
مراقب تصادفی (انگلیسی: The Accidental Caregiver) کتابی است از گریگور کالینز دربارهٔ نحوهٔ آشنایی او با نجات یافتهٔ افسانه‌ای هولوکاست و پناهندهٔ آمریکایی ماریا آلتمن، بر اساس این کتاب نمایش نامهای جهت تئاتر توسط رابرت ماس در شهر نیویورک و به تاریخ ۲۶ ژانویه ۲۰۱۵ نوشته و اجرا گردید

## ماجرای کتاب
کتاب به تصویر می‌کشد دوران کودکی ماریا تا پیش از نفوذ هیتلر و ضمیمهٔ خاک اتریش به آلمان در واقعهٔ مشهور به آنشلوس، ماریا به عنوان یک عضو خانوادهٔ بلوخ باوئر که در آن زمان به دلیل شهرت و ثروت فردیناند بلوخ باوئر که تاجر صنعت قند و شکر و بانکدار بود بسیار نفوذ داشتند، همچنین به شکل عمده به رابطهٔ خانوادهٔ بلوخ باوئر با نقاش مشهور اتریشی گوستاو کلیمت می‌پردازد که در آن زمان و حداقل برای دو تابلوی طرح شده از آدل بلوخ باوئر، زن عموی ماریا، به نام‌های پرتره آدل بلوخ باوئر اول و پرتره آدل بلوخ باوئر دوم مشهور بود